# Sporobolus latzii
Sporobolus latzii är en gräsart som beskrevs av Bryan Kenneth Simon. Sporobolus latzii ingår i släktet droppgräs, och familjen gräs. Inga underarter finns listade i Catalogue of Life.